# Maria Henriqueta da Áustria (1883–1956)
Maria Henriqueta Carolina Gabriela da Áustria (em alemão:   Maria Henrietta Caroline Gabriele; Bratislava, 10 de janeiro de 1883 — Mariazell, 2 de setembro de 1956) foi um membro do ramo Teschen da Casa de Habsburgo-Lorena e um arquiduquesa da Áustria e da princesa da Boêmia, Hungria e Toscana por nascimento. Através de seu casamento com o príncipe Maximilian Gottfried de Hohenlohe-Schillingsfürst, Maria Henrietta tornou-se um membro da Casa de Hohenlohe-Waldenburg-Schillingsfürst. 

## Vida
Maria Henriqueta foi a filha de arquiduque Frederico, Duque de Teschen e sua esposa Isabel de Croÿ. Ela se casou com o príncipe Gottfried de Hohenlohe-Schillingsfürst, filho do príncipe Konstantin de Hohenlohe-Waldenburg-Schillingsfürst de Ratibor e Corvey e da princesa Marie Antoinette de Sayn-Wittgenstein-Berleburg, em 3 de junho de 1908 em Baden, Viena, Áustria. Ela morreu no dia 02 de setembro de 1956 aos 73 anos, em Mariazell, na Áustria.
- Princesa Elisabeth de Hohenlohe-Waldenburg-Schillingsfürst (27 de setembro 1909-30 Março 1987)
- Princesa Natalie de Hohenlohe-Waldenburg-Schillingsfürst (28 de Julho 1911-11 Março 1989)
- Príncipe Frederico de Hohenlohe-Waldenburg-Schillingsfürst (18 de fevereiro de 1913 - dezembro de 1945)

## Títulos, estilos, honras e braços

### Títulos e estilos
- 10 de janeiro de 1883 - 3 de junho de 1908: Sua Alteza Imperial e Real a Arquiduquesa Maria Henriqueta da Áustria, Princesa da Hungria, Boêmia e Toscana
- 3 de junho de 1908 - 2 de setembro de 1956: Sua Alteza Imperial e Real a Princesa Gottfried de Hohenlohe-Schillingsfürst